# Municipio de Rapho
El municipio de Rapho (en inglés: Rapho Township) es un municipio ubicado en el condado de Lancaster en el estado estadounidense de Pensilvania. En el año 2000 tenía una población de 8.578 habitantes y una densidad poblacional de 69.7 personas por km².

## Geografía
El municipio de Rapho se encuentra ubicado en las coordenadas 40°12′00″N 76°30′05″O / 40.20000, -76.50139.

## Demografía
Según la Oficina del Censo en 2000 los ingresos medios por hogar en la localidad eran de $50,063 y los ingresos medios por familia eran de $55,625. Los hombres tenían unos ingresos medios de $36,935 frente a los $25,402 para las mujeres. La renta per cápita de la localidad era de $20,412. Alrededor del 4,1% de la población estaba por debajo del umbral de pobreza.